# Mestre das petições
Mestre das petições (em grego: ὁ ἐπὶ τῶν δεήσεων; romaniz.: epi tōn deēseōn; lit. "aquele encarregado das petições") foi um oficial bizantino, cujo titular era responsável por receber e responder petições do imperador bizantino. Oficiais subordinados com o mesmo título também existiam nas províncias, e o patriarca de Constantinopla também tinha um mestre das petições. É desconhecido se possuía pessoal dedicado (ofício), ou qual seria sua composição; está ausente no Cletorológio, mas um selo dum provável subordinado "notário das petições" (notarios tōn deēseōn) é conhecido. Selos também atestas para a existência de oficiais provinciais intitulados "mestre das petições", como na Sicília e Peloponeso.
O ofício é geralmente considerado (cf. Bury) como a continuação direta do romano tardio mestre das memórias (em latim: magister memoriae), mas esta identificação não é certa. O título é atestado pela primeira vez num selo do século VII. Nas listas de precedência como o Cletorológio, foi contado entre os oficiais judiciais (critas), e selos sobreviventes mostram que até o século XI, seus titulares mantinham dignidades de nível relativamente médio, não maiores que o protoespatário. Desde a segunda metade do século XI, contudo, e durante o século XII, o ofício ascendeu muito em importância, com seus titulares recebendo altos títulos e sendo escolhidos entre a nobreza imperial. O último titular nomeado, Jorge Chatzices, é atestado em 1321, mas o ofício ainda é mencionado como ativos décadas depois por pseudo-Codino.